# Verità confessate
Verità confessate (True Confessions) è un romanzo noir scritto da John Gregory Dunne.

## Trama
Il romanzo è ispirato ad un fatto realmente accaduto: l'omicidio ancora irrisolto di Elizabeth Ann Short, la Dalia Nera (Boston, 29 luglio 1924 – Los Angeles, 15 gennaio 1947).
Los Angeles, 1946: una ragazza di nome Lois Fazenda è ritrovata tagliata in due in un lotto vacante, dopo che l'assassino ha oscenamente infierito sul cadavere. A causa del soprannome "La Vergine Disponibile", datole solo per compiacere un giornalista, un "normale omicidio che in un paio di giorni si sarebbe sgonfiato" diventa il centro di una tempesta. Due fratelli, Tom e Desmond Spellacy, sono i protagonisti di questo corrosivo romanzo di vita irlandese-cattolica nella California subito dopo la Seconda Guerra Mondiale. Tom è un tenente della omicidi non molto onesto ma in gamba al quale viene assegnato il caso e Desmond è un monsignore abile ed arrivista in rapida ascesa all'interno della Chiesa, già scelto per divenire il prossimo vescovo. L'indagine di omicidio offre lo sfondo per narrare con un linguaggio ironico e volgare, ricco di termini razzisti e omofobi, le miserie e le ipocrisie della società. Il mondo dei fratelli Spellacy è fatto di gangster e bigotti, pervertiti e poveracci, giocatori di golf e prostitute, preti dalla moralità discutibile e affaristi dalla moralità inesistente le cui storie sono unite tra loro in un intreccio di corruzione e disperazione nel quale ben pochi avranno da guadagnare: l'omicidio della "Vergine Disponibile" è un crimine che non ha soluzioni, solo vittime.

## Personaggi principali
- Tenente Tom Spellacy
- Monsignor Desmond Spellacy
- Lois Fazenda, prostituta e vittima del delitto
- Jack Amsterdam, un gangster in affari con l'Arcidiocesi di Los Angeles
- Tenente Frank Crotty, collega e amico di Tom Spellacy
- Cardinale Hugh Danaher, a capo dell'Arcidiocesi del quale Des Spellacy è il segretario e successore designato
- Mary Margaret Maher Spellacy, moglie di Tom Spellacy ricoverata in manicomio
- Corinne Morris, amante di Tom Spellacy
- Monsignor Seamus Fargo, sacerdote onesto e intransigente e per questo inviso ai suoi superiori
- Dan T. Campion, avvocato dell'Arcidiocesi
- Sonny McDonough, assessore all'edilizia di Los Angeles e impresario di pompe funebri in affari con l'Arcidiocesi
- Brenda Samuels, una tenutaria amica di Tom Spellacy
- Capitano Fred Fuqua, capo della omicidi, superiore di Tom Spellacy e aspirante capo del LAPD

## Trasposizione cinematografica
Dal romanzo è stato tratto il film L'assoluzione, diretto da Ulu Grosbard ed interpretato da Robert De Niro e Robert Duvall, uscito nelle sale nel 1981. Dunne ha scritto la sceneggiatura con sua moglie Joan Didion.